# Елко Хазан
Елко Зигмунд Хазан е български общественик и архитект.
Роден е през 1948 година в Ямбол в еврейско семейство. Завършва Английската гимназия в София, а след това архитектура във Висшия инженерно-строителен институт. През следващите десетилетия работи като архитект, през 2012 година издава книгата „Кратка илюстрована енциклопедия на еврейските общности в България и техните синагоги“.
След като прекратява активната си професионална работа, Хазан се занимава с обществена дейност. През 2015 година се включва в основаната от Божидар Димитров националистическа организация Боянски клуб за подкрепа на българската държавност и нация. През 2017 година основава неправителствената организация Българо-еврейски научен институт, която си поставя за цел да проучва и популяризира историята на евреите в България, най-вече във връзка със спасяването им от Холокоста. За тази дейност през април 2023 година е награден от президента Румен Радев с орден „Стара планина“.